# امتدي
 امتدي (بالإنجليزية: AMTDI)‏ هي جماعة قروية تابعة لإقليم كلميم ضمن جهة كلميم السمارة بالمغرب. بلغ مجموع عدد سكان  امتدي حسب إحصاءات 2004 حوالي 1768 نسمة من بينهم 1 أجنبي يعيشون في 356 أسرة.

## إحصاء عام
| السنة | عدد السكان | عدد الأسر | عدد الأجانب |
| ----- | ---------- | --------- | ----------- |
| 1994  | 1739       | 332       | °°°°        |
| 2004  | 1768       | 356       | 1           |